# Уэстлейк-Виллидж (Калифорния)
Уэстлейк-Виллидж (англ. Westlake Village) — город в округе Лос-Анджелес в штате Калифорния в Соединённых Штатах Америки.
Согласно данным переписи населения США 2020 года число жителей города 
составляло 8029 человек, что, для такого небольшого населённого пункта, существенно меньше (− 2.9%), чем было во время предыдущей переписи проводившейся в 2010 году (8270 человек).

## История
В доколумбову эпоху, около 3000 лет назад коренные американцы из народа чумаши переселились в этот регион и жили охотой на кроликов и другую дичь, а также собирали зерно и желуди. Раскопки, археологические памятники и полихромные наскальные рисунки в этом районе дают представление о социальной и экономической сложности древнего мира чумашей.
Участники экспедиции Портолы, на обратном пути из Северной Калифорнии в январе 1770 года, как полагают, стали первыми европейцами, которые столкнулись с индейцами в долине Конехо. Отец Хуан Креспи, капеллан и дневниковый автор экспедиции, писал об Эль-Триумфо, деревне чумашей, что в поселении было много воды и дров, а земля была покрыта пастбищами: «Мы находимся на равнине значительной протяженности и большой красоты, поросшей со всех сторон живыми дубами и дубовыми деревьями, с большим количеством пастбищ и воды». Креспи назвал это место El triunfo del Dulcísimo Nombre de Jesús (букв Триумф сладчайшего имени Иисуса) в честь места для стоянки у ручья.
В 1795 году эта территория стала частью одного из первых испанских земельных грантов, Ранчо Сими, предоставленного семье Пико из Калифорнии. Когда Мексика обрела независимость от Испании в 1821 году, Верхняя Калифорния стала мексиканской территорией, а грант Ранчо Сими был подтвержден в 1842 году.
В 1881 году братья Рассел приобрели большую часть земли для разведения крупного рогатого скота. 
В 1963 году компания Дэниела К. Людвига American-Hawaiian Steamship Company купила ранчо площадью 12 000 акров (49 км2) за 32 миллиона долларов и в партнерстве с Prudential Insurance Company заказала разработку генерального плана архитектурно-планировочной фирме A. C. Martin and Associates. Этот новый «город в деревне» планировали создать на прочной экономической базе, включая коммерческие районы, жилые кварталы и обширные зеленые зоны с озером в качестве центральной точки. Известные архитекторы, инженеры и специалисты по землеустройству принимали участие в проектировании нового сообщества, отличительного примера спланированного пригородного стиля 1960-х годов.
В 1981 году сообщество официально получило статус города.

## География
Город Уэстлейк-Виллидж находится в северо-западной части гор Санта-Моника и в 9 милях (14 км) от Тихого океана и примерно в 40 милях (64 км) к западу от центра Лос-Анджелеса.
Площадь города составляет 14,257 км2, почти всю эту территорию занимает суша.

## Климат
Прибрежные бризы проносятся через каньоны, позволяя городу иногда быть на 10 градусов прохладнее и значительно менее туманным, чем близлежащая долина Сан-Фернандо в летние месяцы. Однако, как правило, в Уэстлейк-Виллидж температура воздуха на 10 градусов жарче, чем в прибрежных равнинах.